# Elvio van Overbeek
Elvio van Overbeek (Buco-Zau, 11 januari 1994) is een Nederlandse voetballer van Angolese komaf die als rechtsbuiten speelt.

## Loopbaan
Van Overbeek kwam in 2006 in de jeugdopleiding van PSV terecht. Daarvoor speelde hij in die van RKC Waalwijk. Van Overbeek debuteerde op 3 augustus 2013 voor Jong PSV in het betaald voetbal, als invaller tegen Sparta Rotterdam. Nadat hij in twee seizoenen meer dan zeventig wedstrijden voor Jong PSV had gespeeld in de Eerste divisie en een debuut in het eerste team uitbleef, kreeg hij geen nieuw contract meer aangeboden in Eindhoven. Hij tekende in juni 2015 een contract tot medio 2017 bij Go Ahead Eagles, dat hem transfervrij overnam van PSV. In zijn verbintenis werd een optie voor nog een seizoen opgenomen.
In het seizoen 2016-2017 speelt Van Overbeek op huurbasis voor De Graafschap. Die club nam hem over en met De Graafschap promoveerde hij in 2018 via de nacompetitie naar de Eredivisie. Eind augustus 2018 werd zijn contract ontbonden. In februari 2019 sloot hij aan bij Telstar. In augustus 2019 ging Van Overbeek naar het Noord-Ierse Glentoran FC. In oktober 2020 ging Van Overbeek voor De Treffers in de Tweede divisie spelen.